# Jean Rapp
Jean Rapp (n. 27 aprilie 1771, Colmar - d. 8 noiembrie 1821, Rheinweiler) a fost un conte și general francez al Primului Imperiu.
1. 1 2  Jean Rapp, base Sycomore, accesat în 9 octombrie 2017
2. 1 2  Jean Rapp, GeneaStar
3. 1 2  Jean Rapp, Roglo
4. 1 2  Autoritatea BnF, accesat în 10 octombrie 2015
5. 1 2  The Peerage